# HIFK足球會
赫尔辛基体育会足球队（瑞典語：HIFK Fotboll，通称为“HIFK赫爾辛基”），是芬蘭赫尔辛基体育会（缩写为“HIFK”）之下的一支职业足球队。其男子代表队参加芬兰足球超级联赛。该球队的主场是博尔特竞技场。
赫尔辛基体育会成立于1897年，足球队则成立于1907年秋季。体育会的标志颜色为红色和白色。主场球衣为红色上衣、白色球裤和黑色球袜。
HIFK赫尔辛基曾在芬超前身的顶级联赛中参加了29个赛季，并赢得过7次冠军。球队在2015-2017年间及自2019年起参加芬兰足球超级联赛。

## 外部連結
- 赫尔辛基体育会足球队官方网站 （页面存档备份，存于） （英文） （瑞典文） （文）